# Start Lublin
Lo Start Lublin è una società di pallacanestro di Lublino, in Polonia. Partecipa alla Polska Liga Koszykówki, massima divisione maschile del campionato polacco di pallacanestro.

## Roster 2020-2021
Aggiornato al 15 settembre 2020.
|    | Naz.                   | Ruolo | Sportivo              | Anno | Alt. | Peso |  |
| -- | ---------------------- | ----- | --------------------- | ---- | ---- | ---- |  |
| 2  | Polonia (bandiera)     | A     | Damian Jeszke         | 1995 | 202  | 93   |  |
| 3  | Polonia (bandiera)     | G     | Mateusz Dziemba       | 1992 | 192  | 88   |  |
| 4  | Polonia (bandiera)     | P     | Michael Gospodarek    | 1991 | 186  | 84   |  |
| 6  | Stati Uniti (bandiera) | G     | Sherron Dorsey-Walker | 1993 | 193  | 96   |  |
| 7  | Polonia (bandiera)     | PG    | Bartłomiej Pelczar    | 2000 | 185  |      |  |
| 8  | Stati Uniti (bandiera) | P     | Lester Medford        | 1993 | 178  | 79   |  |
| 9  | Polonia (bandiera)     | P     | Kamil Łączyński       | 1989 | 183  |      |  |
| 13 | Polonia (bandiera)     | AG    | Kacper Borowski       | 1994 | 205  | 82   |  |
| 19 | Polonia (bandiera)     | C     | Roman Szymański       | 1991 | 209  | 113  |  |
| 22 | Polonia (bandiera)     | AG    | Tymoteusz Szymański   | 2003 | 203  |      |  |
| 25 | Lettonia (bandiera)    | AP    | Mārtiņš Laksa         | 1990 | 200  | 92   |  |
| 50 | Stati Uniti (bandiera) | AG    | Adam Kemp             | 1990 | 208  | 107  |  |
| 52 | Stati Uniti (bandiera) | G     | Armani Moore          | 1994 | 193  | 98   |  |
|    | Stati Uniti (bandiera) | C     | Josh Sharma           | 1996 | 213  | 104  |  |

### Staff tecnico
- Allenatore:  David Dedek
- Assistente:  Przemysław Łuszczewski,  Michał Sikora